# François Demunck
François Demunck, född den 6 oktober 1815 i Bryssel, död där den 28 januari 1854, var en belgisk violoncellvirtuos. Han var far till Ernest Demunck.
Demunck blev vid tio års ålder elev vid konservatoriet i sin hemstad. Han tilldelades första violoncellpriset 1834 och efterträdde 1835 sin lärare Platel som professor vid konservatoriet. Demunck tog 1845 avsked från tjänsten för att bege sig på konsertresor. Han engagerades 1848 i London som violoncellist vid drottningens teater och återkom 1853 till Bryssel med en, till följd av oordentligt levnadssätt, försvagad hälsa. Demunck utgav Fantaisie avec des var. sur des Thémes russes, pour violoncelle et orchestre, opus 1.